# Monuments historiques im Département Val-de-Marne

Logo Monument historique

Im Département Val-de-Marne gab es zum 1. Juli 2019 insgesamt 117 Bauwerke, die als Ganzes oder teilweise (nur Fassade, Glockenturm einer Kirche oder Portal usw.) als Monument historique auf der Denkmalliste standen.
Von den 47 Gemeinden im Département Val-de-Marne besitzen 42 mindestens ein Monument historique und in fünf Gemeinden gibt es kein Monument historique. 
Die Einstufung beweglicher Objekte als Monument historique, wie zum Beispiel Skulpturen (siehe: Kategorie:Monument historique (Skulptur)), Kirchenfenster (siehe: Kategorie:Monument historique (Glasmalerei)), Taufbecken (siehe: Kategorie:Monument historique (Taufbecken)) und andere sind hier nicht berücksichtigt.